# Progiciel
Pour les articles homonymes, voir Paquet.
Ne doit pas être confondu avec Paquet (logiciel) ou Suite logicielle.

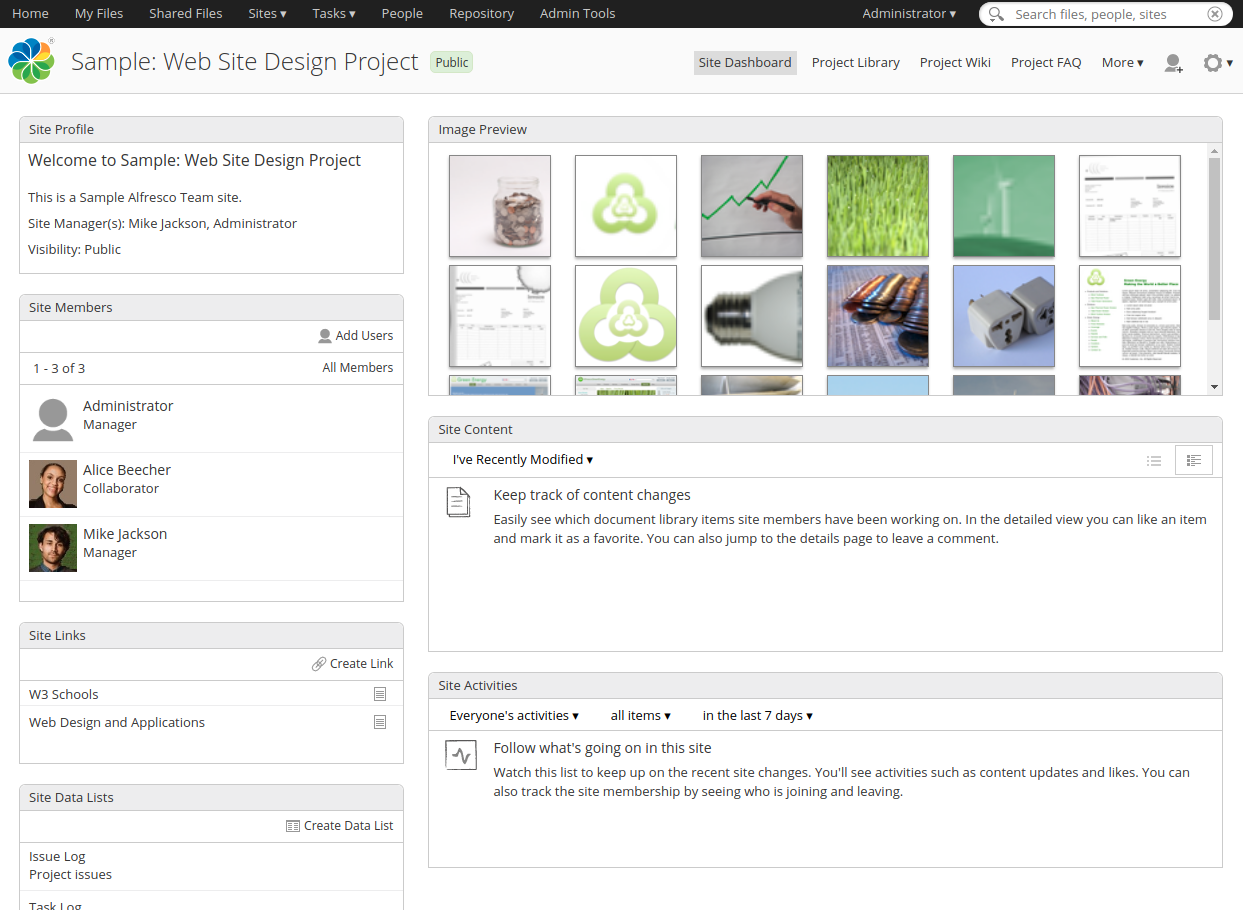
Alfresco, un progiciel

« Progiciel » (mot-valise, contraction de produit et logiciel),, un logiciel professionnel standard ou parfois paquet logiciel (de l'anglais software package) est un terme commercial qui désigne un logiciel applicatif généraliste aux multiples fonctions, composé d'un ensemble de programmes paramétrables et destiné à être utilisé par une large clientèle. Un progiciel est une sorte de « couteau suisse » du logiciel, vendu en volume : plusieurs usages dans un même logiciel. Le mot a été lancé en 1973 et désigne à l'origine des logiciels produits de manière industrielle et distribués sur les marchés de masse (en). La production de ces logiciels est principalement réalisée par des multinationales de l'industrie du logiciel telles que Microsoft, Oracle, IBM, SAP par exemple.
Pour faire fonctionner son système d'information, une entreprise doit choisir entre des progiciels ou des logiciels spécifiques. Le progiciel est un logiciel standard, disponible sur le marché, tandis que le logiciel spécifique est construit sur demande, à l'attention et selon les vœux du client. 
Les mots progiciel, progiciel intégré, progiciel applicatif, progiciel de gestion intégré (PGI ou ERP en anglais) sont souvent utilisés pour désigner une catégorie de progiciels: des systèmes d'informations d'entreprise, qui comportent un ensemble de modules fonctionnels, couvrant typiquement les achats, les stocks, la production, les ventes, la distribution, ainsi que les salaires, la comptabilité, les finances et la trésorerie. Tous les modules sont généralement du même fournisseur, et travaillent sur une base de données unique.

## Étymologie
En 1978, la Commission de terminologie de l'informatique créée par le ministre français de l'Industrie a donné la définition suivante : « Un ensemble complet et documenté de programmes conçus pour être utilisés par différents utilisateurs et capables de remplir la même application ou fonction. »
Le Dictionnaire de l'informatique donne la définition suivante : « Un ensemble cohérent et indépendant constitué de programmes, de services, de supports de manipulation d'informations (bordereaux, langages, etc.) et d'une documentation, conçu pour réaliser des traitements informatiques standard, dont la diffusion revêt un caractère commercial et qu'un utilisateur peut utiliser de façon autonome après une mise en place et une formation complète. »

## Historique
Ce néologisme a été créé en 1973 par Jean-Erick Forge, créateur du CXP (Centre d'eXpertise des Progiciels). La définition initiale était : « Ensemble fini et défini comprenant un ou plusieurs programmes, la documentation et les conditions de support, conçu pour la réalisation d’une ou plusieurs fonctions définies et qu’un utilisateur peut acheter avec une garantie du vendeur ». En janvier 1974, le Journal officiel (vu le décret no 72-19 du 7 janvier 1972 relatif à l’enrichissement de la langue française) a publié une liste de mots et proposé la définition suivante : « Ensemble comprenant un programme, les jeux d’essais, la documentation correspondante et susceptible d’être fourni à plusieurs utilisateurs »).
Le mot a été déposé au registre des marques par l’auteur et immédiatement donné au public par voie de presse de façon à garantir son libre usage. Néanmoins son usage a été abandonné par les services de l'État qui préfèrent parler de logiciel professionnel standard.

## Description
Le terme est employé pour des logiciels professionnels utilisés par des entreprises. Souvent, c'est un ensemble complet composé de plusieurs modules, couvrant chacun une fonction et communiquant entre eux.
Les progiciels mis en œuvre dans les entreprises couvrent principalement les grands domaines suivants :
- Progiciel de gestion intégré (anglais : Enterprise Resource Planning) : Cette catégorie d'outil intègre tous les systèmes informatisés permettant d'aider le travail dans l'entreprise. On y retrouve souvent la facturation, l'aide à la production, la comptabilité, etc. Il existe une distinction entre progiciels verticaux (propres à un métier spécifique, par exemple bâtiment, cabinet médical...) et horizontaux, dans lesquels les fonctions traitées sont plus génériques ;
- Gestion de la relation client (anglais : Customer Relationship Management) : Regroupe tous les outils permettant d'intégrer les clients dans le système d'information de l'entreprise ;
- Gestion de la chaîne logistique (anglais : Supply Chain Management) : Regroupe tous les outils permettant d'intégrer les fournisseurs au système d'information de l'entreprise ;
- Gestion des ressources humaines.

Windows et les suites bureautiques telles que Microsoft Office, ainsi que certains logiciels plus techniques comme Pacbase ou encore DB2 et d'autres SGBD, sont aussi considérés comme des progiciels dans le sens où leurs éditeurs proposent aux entreprises clientes : un service après-vente, des formations, des certifications et de la documentation en rapport avec chaque logiciel.

## ERP: l'exemple type du progiciel
Le progiciel de gestion intégré (en anglais : Enterprise Resource Planning, abr. ERP) est un type de progiciel qui permet de suivre l'activité dans l'ensemble des processus d'une entreprise, notamment : l'acquisition, la production, la vente, la distribution, l'emploi, la comptabilité et la finance. Avant l'arrivée de ce type de logiciel sur le marché, ces processus étaient informatisés par des logiciels spécifiques.
L'ensemble des modules sont intégrés selon le principe : l'union fait la force. Il garantit l'unicité de l'information : une information déposée dans la base de données depuis un module est immédiatement visible dans tous les autres modules. L'ensemble couvre toutes les activités clés d'une entreprise et la présence dans un emplacement central de toutes les informations concernant ces activités garantis la tracabilité et facilite l'audit de l'entreprise.
Des entreprises comme Oracle Corporation, SAP et Peoplesoft se sont spécialisées dans les ERP dit solutions intégrées. La paramétrisation et l'installation de tel produit sont complexes, et peut s'étendre sur plusieurs mois voire plusieurs années. Cependant, par rapport au développement d'un logiciel spécifique, l'acquisition d'un progiciel permet à une entreprise d'économiser de l'argent et de profiter d'efforts de développement déjà réalisés, permettant la mise en place rapide d'un système déjà éprouvé.
L'acquisition éventuelle d'un ERP se fait à la suite d'une enquête préliminaire : tout d'abord une étude et un examen du système existant et des manières de travailler de l'entreprise (processus métiers). Cette étude est suivie d'une recherche des produits existants sur le marché, et d'un appel d'offres auprès de fournisseurs. C'est le résultat de cette enquête qui servira à l'entreprise à choisir entre l'acquisition d'un progiciel ou le développement d'un logiciel spécifique.
Le contrat de licence d'un progiciel est généralement un contrat-type, prédéterminé, et difficilement négociable avec le fournisseur. Tandis que pour un logiciel spécifique le contrat de licence est l'objet de négociations entre le client et le fournisseur. Selon les négociations faites entre le client et le fournisseur, il arrive souvent que le client devienne propriétaire du code source du logiciel spécifique, alors que le code source d'un progiciel que le client a payé reste généralement chez le fournisseur.

### Mise en place
Le choix d'un progiciel de gestion (de type PGI plus ou moins étendu) débute par une analyse comparative des offres du marché, en général en réponse à un cahier des charges élaboré pour formaliser les besoins de l'entreprise.
Une fois le choix effectué, les principales étapes de mise en place sont les suivantes :
- analyse des écarts entre le système d'information existant de l'entreprise et les fonctionnalités offertes par le progiciel, ces écarts peuvent donner lieu :
  - à des adaptations organisationnelles des modes de gestion de l'entreprise pour se conformer aux spécifications du progiciel (adopter le progiciel, c'est la solution à privilégier pour tirer parti des avantages d'un progiciel). C'est cette nécessité d'adapter l'organisation à l'outil qui le fait quelquefois qualifier de « structurant »,
  - à des demandes d'évolution ou d'aménagements du progiciel formulées à l'éditeur (adapter le progiciel), ou, lorsque le code source est connu, à des modifications en interne,
  - à des développements d'interfaces entre le progiciel et des applications périphériques ;
- définition du paramétrage nécessaire aux différents modules du progiciel ;
- spécifications des évolutions et spécifications des interfaces ;
- spécifications des règles de reprise et de transcodification des données (des anciennes applications vers la base de données du progiciel) ;
- réalisation puis tests des traitements (évolutions, interfaces, reprise des données) ;
- préparation des actions de conduite du changement :
  - formation des personnels,
  - communication auprès du personnel, des clients, des partenaires ou fournisseurs,
  - révision des processus et de l'organisation ;
- homologation (ou encore : certification, qualification ; les termes varient en fonction du contexte) en grandeur réelle avec le paramétrage défini, avec les données reprises, les interfaces et évolutions, etc.
- répétitions ou simulations de l'opération de bascule qui permet le passage de l'ancien système au nouveau ;
- et enfin, bascule définitive sur le nouveau progiciel, généralement à l'occasion d'un week-end pour éviter de trop perturber le fonctionnement courant de l'entreprise.

Dans le cas de la mise en place des PGI, bien qu'intégrés, ces progiciels doivent pouvoir communiquer de façon simple avec les autres systèmes d'information de l'entreprise, et de plus en plus, avec des systèmes d'entreprises partenaires, clients et fournisseurs, voire avec des systèmes tiers (organismes de l'état, banque, etc.). Aujourd'hui, l'objectif est l'interopérabilité de ces environnements. Elle s'obtient en élaborant une Architecture Orientée Services ou SOA (en anglais : Service-Oriented Architecture). Cette possibilité permet à des systèmes découplés d'échanger des services (qui peuvent être des données ou tout autre service: résolution d'une règle, sorties d'une autre application, cours du jour d'une matière première). Pour assurer la mise en œuvre cette interopérabilité, un système publie des services et un autre système vient consommer ces services. Cette architecture SOA s'appuie sur des Web Services Sécurisés.

## Capacité des progiciels à se conformer à des exigences terminologiques
Les progiciels ont tous, au moins pour les plus importants, une version en français, avec souvent la possibilité d'adaptation des champs, des aides en ligne, de la documentation utilisateur, etc.
Cependant les conditions d'application du décret du 3 juillet 1996 relatif à l'enrichissement de la langue française introduisent des exigences sur les terminologies (et les terminologies informatiques en particulier) à employer pour les documents émanant des administrations françaises.